# Muhamed I. od Córdobe
Emir Muhamed I. od Córdobe (arapski: محمد بن عبد الرحمن الأوسط‎; eng.: Muhammad I of Córdoba) (Córdoba, 823. – 886.) bio je omejidski emir Córdobe 852. – 886. u al-Andalusu (Iberija Maura), nazvan po islamskom proroku Muhamedu.

## Obitelj
Njegov je otac bio emir Abd ar-Rahman II. (أبو المطرف عبد الرحمن بن الحكم); Muhamed je bio jedan od njegovih 45 sinova. Muhamedov je djed bio Al-Hakam I.
Muhamedova je majka nepoznata, a bila je supruga ili konkubina njegova oca.
Sam Muhamed je imao suprugu ili konkubinu te mu je ona rodila sina Al-Mundhira od Córdobe. Njegov je drugi sin bio emir Abdullah Kordopski, čija je žena bila Oneka Fortúnez, kći kralja Fortúna Garcésa.

## Biografija
Vladavina emira Muhameda bila je puna pobuna.
Obitelj Banu Qasi se udružila s obitelji Arista (dinastija Íñiguez) iz Pamplone; pripadnici prve su bili muslimani, a pripadnici druge katolici.
Omejidski službenik Ibn Marwan se pobunio protiv emira. Također, Toledo se pobunio uz pomoć kralja Ordonja I. Ibn Marwan je osnovao grad Badajoz.
880. Umar ibn Hafsun se pobunio.
| Prethodnik:       | Emir Córdobe | Nasljednik:          |
| Abd ar-Rahman II. | Emir Córdobe | Al-Mundhir Kordopski |